# 상려
상려(常麗, ? ~ ?)는 전한 중기의 관료이다.

## 행적
원광 5년(기원전 130년), 하간왕 유덕이 죽었다. 하간나라의 중위 상려는 하간왕의 행실을 찬미하였다.
| “ | 하간왕은 몸가짐이 단정하고 행동이 이치에 맞았으며, 온화하고 어질며 공손하고 검소하였습니다. 윗사람을 공경하고 아랫사람을 아껴주었고, 명확히 알고 깊이 살폈으며, 홀아비와 과부에게 은혜를 베풀었습니다. | ” |

또 대행령 구가 하간왕의 시호로 헌(獻)을 제안하니, 무제는 이를 받아들였다.

## 출전
- 반고, 《한서》 권53 경십삼왕전